# Sinularia manaarensis
Sinularia manaarensis is een zachte koraalsoort uit de familie Alcyoniidae. De koraalsoort komt uit het geslacht Sinularia. Sinularia manaarensis werd in 1980 voor het eerst wetenschappelijk beschreven door Verseveldt. 